# Eleições legislativas de 2009 em Odivelas

## Resultados Oficiais
| Partido                 | Partido                        | Votos   | %               | +/-   |
| ----------------------- | ------------------------------ | ------- | --------------- | ----- |
|                         | Partido Socialista             | 28 444  | 38,77 / 100,00  | 8,61  |
|                         | Partido Social Democrata       | 16 624  | 22,66 / 100,00  | 0,23  |
|                         | Bloco de Esquerda              | 8 342   | 11,37 / 100,00  | 2,42  |
|                         | CDS – Partido Popular          | 7 553   | 10,30 / 100,00  | 4,54  |
|                         | Coligação Democrática Unitária | 7 360   | 10,03 / 100,00  | 0,29  |
|                         | Outros                         | 2 588   | 3,52 / 100,00   |       |
| Votos Inválidos         | Votos Inválidos                | 2 452   | 3,34 / 100,00   | 0,08  |
| Total                   | Total                          | 73 363  | 100,00 / 100,00 |       |
| Eleitorado/Participação | Eleitorado/Participação        | 116 648 | 62,89 / 100,00  | 5,20  |
| Fonte                   | Fonte                          | [ 1 ]   | [ 1 ]           | [ 1 ] |

## Resultados por Freguesia
Os resultados seguintes referem-se aos partidos que obtiveram mais de 1,00% dos votos:
| Freguesia             | %     | %     | %     | %     | %     | Votantes |
| Freguesia             | PS    | PSD   | BE    | CDS   | CDU   | Votantes |
| --------------------- | ----- | ----- | ----- | ----- | ----- | -------- |
| Caneças               | 35,90 | 21,20 | 11,83 | 9,83  | 13,15 | 5 991    |
| Famões                | 39,67 | 21,97 | 10,85 | 11,15 | 8,55  | 5 612    |
| Odivelas              | 38,90 | 23,84 | 11,29 | 10,44 | 9,17  | 29 477   |
| Olival Basto          | 40,85 | 21,14 | 10,46 | 8,09  | 11,85 | 3 089    |
| Pontinha              | 41,91 | 18,74 | 11,05 | 9,57  | 11,41 | 12 065   |
| Póvoa de Santo Adrião | 37,73 | 24,25 | 12,10 | 10,38 | 9,38  | 7 527    |
| Ramada                | 35,84 | 24,53 | 11,75 | 11,19 | 9,79  | 9 602    |
| Odivelas              | 38,77 | 22,66 | 11,37 | 10,30 | 10,03 | 73 363   |

#### Caneças
| Partido                 | Partido                        | Votos | %               | +/-   |
| ----------------------- | ------------------------------ | ----- | --------------- | ----- |
|                         | Partido Socialista             | 2 151 | 35,90 / 100,00  | 10,13 |
|                         | Partido Social Democrata       | 1 270 | 21,20 / 100,00  | 0,72  |
|                         | Coligação Democrática Unitária | 788   | 13,15 / 100,00  | 0,48  |
|                         | Bloco de Esquerda              | 709   | 11,83 / 100,00  | 3,71  |
|                         | CDS – Partido Popular          | 589   | 9,83 / 100,00   | 4,97  |
|                         | PCTP/MRPP                      | 66    | 1,10 / 100,00   | 0,17  |
|                         | Outros                         | 166   | 2,77 / 100,00   |       |
| Votos Inválidos         | Votos Inválidos                | 252   | 4,20 / 100,00   | 0,45  |
| Total                   | Total                          | 5 991 | 100,00 / 100,00 |       |
| Eleitorado/Participação | Eleitorado/Participação        | 9 493 | 63,11 / 100,00  | 2,73  |

#### Famões
| Partido                 | Partido                        | Votos | %               | +/-  |
| ----------------------- | ------------------------------ | ----- | --------------- | ---- |
|                         | Partido Socialista             | 2 226 | 39,67 / 100,00  | 8,61 |
|                         | Partido Social Democrata       | 1 233 | 21,97 / 100,00  | 1,37 |
|                         | CDS – Partido Popular          | 626   | 11,15 / 100,00  | 5,77 |
|                         | Bloco de Esquerda              | 609   | 10,85 / 100,00  | 2,84 |
|                         | Coligação Democrática Unitária | 480   | 8,55 / 100,00   | 0,12 |
|                         | PCTP/MRPP                      | 63    | 1,12 / 100,00   | 0,18 |
|                         | Outros                         | 177   | 3,14 / 100,00   |      |
| Votos Inválidos         | Votos Inválidos                | 198   | 3,53 / 100,00   | 0,19 |
| Total                   | Total                          | 5 612 | 100,00 / 100,00 |      |
| Eleitorado/Participação | Eleitorado/Participação        | 8 313 | 67,51 / 100,00  | 4,72 |

#### Odivelas
| Partido                 | Partido                        | Votos  | %               | +/-  |
| ----------------------- | ------------------------------ | ------ | --------------- | ---- |
|                         | Partido Socialista             | 11 467 | 38,90 / 100,00  | 8,74 |
|                         | Partido Social Democrata       | 7 027  | 23,84 / 100,00  | 0,57 |
|                         | Bloco de Esquerda              | 3 329  | 11,29 / 100,00  | 2,17 |
|                         | CDS – Partido Popular          | 3 078  | 10,44 / 100,00  | 4,56 |
|                         | Coligação Democrática Unitária | 2 703  | 9,17 / 100,00   | 0,30 |
|                         | Outros                         | 939    | 3,19 / 100,00   |      |
| Votos Inválidos         | Votos Inválidos                | 934    | 3,17 / 100,00   | 0,06 |
| Total                   | Total                          | 29 477 | 100,00 / 100,00 |      |
| Eleitorado/Participação | Eleitorado/Participação        | 47 115 | 62,56 / 100,00  | 5,51 |

#### Olival Basto
| Partido                 | Partido                        | Votos | %               | +/-  |
| ----------------------- | ------------------------------ | ----- | --------------- | ---- |
|                         | Partido Socialista             | 1 262 | 40,85 / 100,00  | 7,83 |
|                         | Partido Social Democrata       | 653   | 21,14 / 100,00  | 0,31 |
|                         | Coligação Democrática Unitária | 366   | 11,85 / 100,00  | 0,45 |
|                         | Bloco de Esquerda              | 323   | 10,46 / 100,00  | 3,30 |
|                         | CDS – Partido Popular          | 250   | 8,09 / 100,00   | 2,55 |
|                         | Outros                         | 129   | 4,17 / 100,00   |      |
| Votos Inválidos         | Votos Inválidos                | 106   | 3,43 / 100,00   | 0,65 |
| Total                   | Total                          | 3 089 | 100,00 / 100,00 |      |
| Eleitorado/Participação | Eleitorado/Participação        | 4 982 | 62,00 / 100,00  | 4,70 |

#### Pontinha
| Partido                 | Partido                        | Votos  | %               | +/-  |
| ----------------------- | ------------------------------ | ------ | --------------- | ---- |
|                         | Partido Socialista             | 5 057  | 41,91 / 100,00  | 8,89 |
|                         | Partido Social Democrata       | 2 261  | 18,74 / 100,00  | 0,24 |
|                         | Coligação Democrática Unitária | 1 377  | 11,45 / 100,00  | 0,32 |
|                         | Bloco de Esquerda              | 1 333  | 11,05 / 100,00  | 3,16 |
|                         | CDS – Partido Popular          | 1 155  | 9,57 / 100,00   | 4,71 |
|                         | PCTP/MRPP                      | 135    | 1,12 / 100,00   | 0,44 |
|                         | Outros                         | 327    | 2,70 / 100,00   |      |
| Votos Inválidos         | Votos Inválidos                | 420    | 3,48 / 100,00   | 0,35 |
| Total                   | Total                          | 12 065 | 100,00 / 100,00 |      |
| Eleitorado/Participação | Eleitorado/Participação        | 20 294 | 59,45 / 100,00  | 6,00 |

#### Póvoa de Santo Adrião
| Partido                 | Partido                        | Votos  | %               | +/-  |
| ----------------------- | ------------------------------ | ------ | --------------- | ---- |
|                         | Partido Socialista             | 2 840  | 37,73 / 100,00  | 5,99 |
|                         | Partido Social Democrata       | 1 825  | 24,25 / 100,00  | 0,07 |
|                         | Bloco de Esquerda              | 911    | 12,10 / 100,00  | 1,06 |
|                         | CDS – Partido Popular          | 781    | 10,38 / 100,00  | 3,79 |
|                         | Coligação Democrática Unitária | 706    | 9,38 / 100,00   | 0,48 |
|                         | Outros                         | 233    | 3,11 / 100,00   |      |
| Votos Inválidos         | Votos Inválidos                | 231    | 3,07 / 100,00   | 0,14 |
| Total                   | Total                          | 7 527  | 100,00 / 100,00 |      |
| Eleitorado/Participação | Eleitorado/Participação        | 12 046 | 62,49 / 100,00  | 6,40 |

#### Ramada
| Partido                 | Partido                        | Votos  | %               | +/-  |
| ----------------------- | ------------------------------ | ------ | --------------- | ---- |
|                         | Partido Socialista             | 3 441  | 35,84 / 100,00  | 8,95 |
|                         | Partido Social Democrata       | 2 355  | 24,53 / 100,00  | 0,37 |
|                         | Bloco de Esquerda              | 1 128  | 11,75 / 100,00  | 2,04 |
|                         | CDS – Partido Popular          | 1 074  | 11,19 / 100,00  | 4,41 |
|                         | Coligação Democrática Unitária | 940    | 9,79 / 100,00   | 1,49 |
|                         | Outros                         | 353    | 3,67 / 100,00   |      |
| Votos Inválidos         | Votos Inválidos                | 311    | 3,24 / 100,00   | 0,38 |
| Total                   | Total                          | 9 602  | 100,00 / 100,00 |      |
| Eleitorado/Participação | Eleitorado/Participação        | 14 405 | 66,66 / 100,00  | 4,91 |